# Porzellansammlung (Dresden)

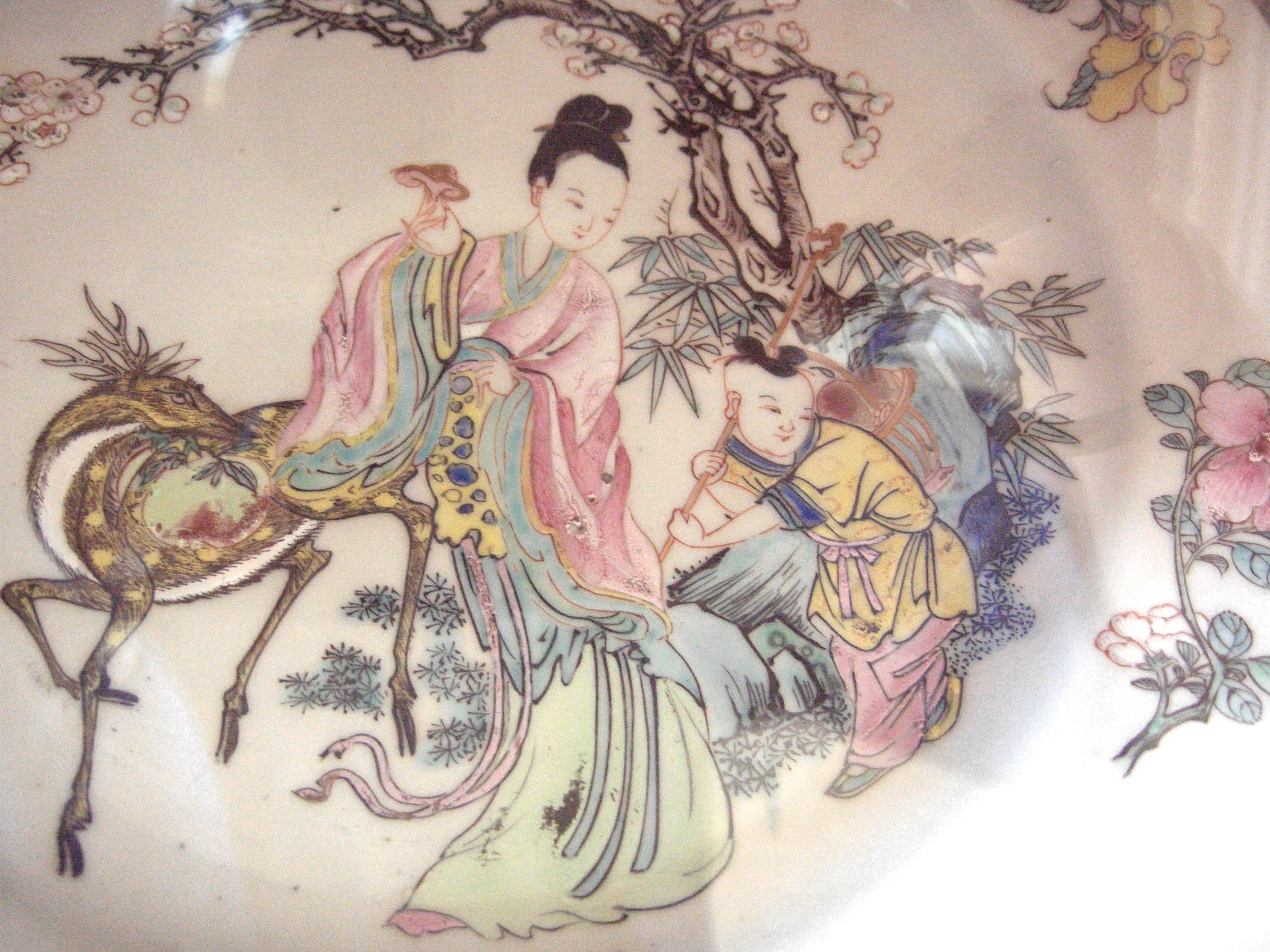
Ostasiatische Porzellankunst

Die Porzellansammlung ist Teil der Staatlichen Kunstsammlungen Dresdens. Die Porzellansammlung befindet sich im Dresdner Zwinger.

## Geschichte

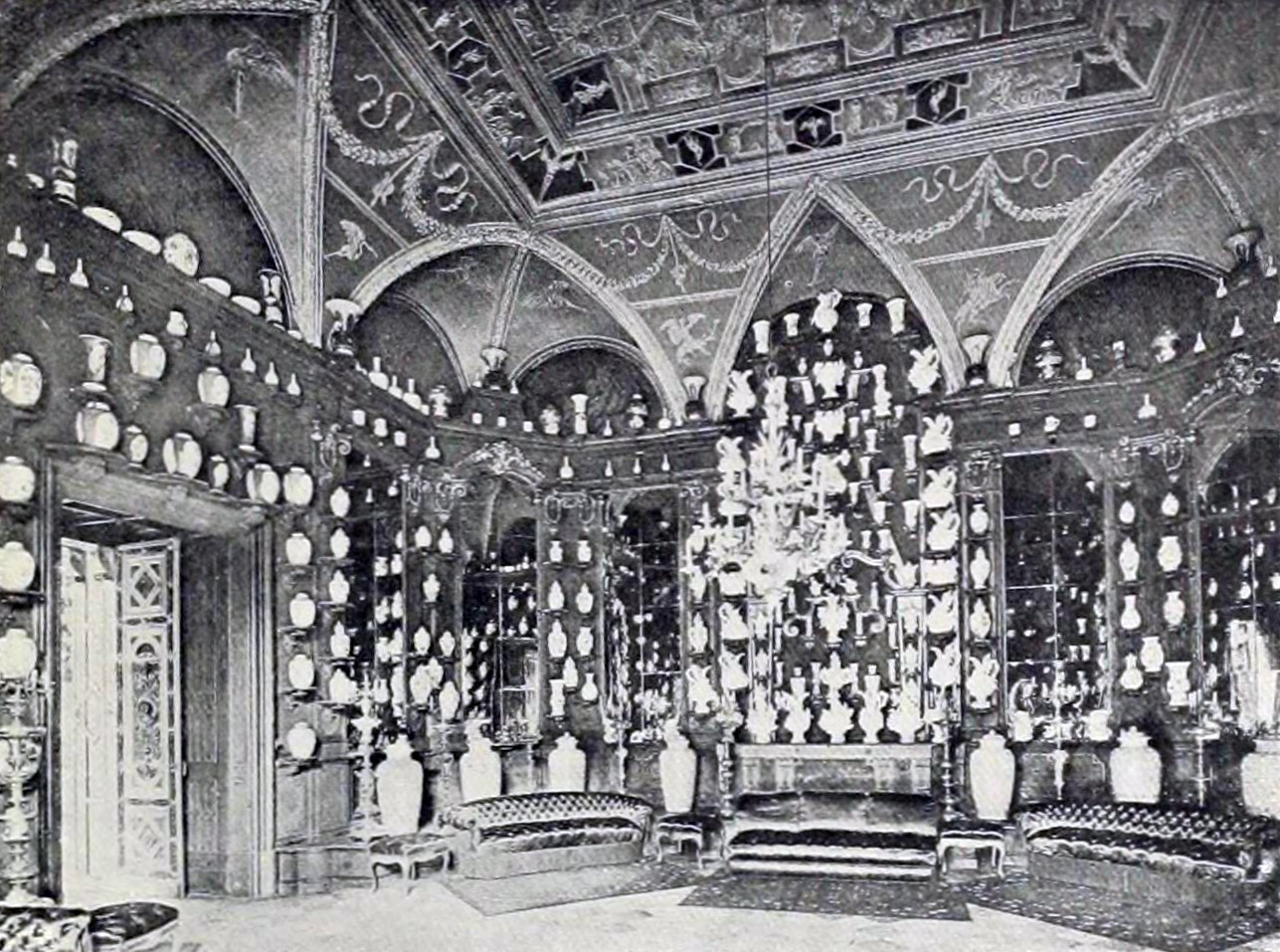
Porzellansammlung um 1900

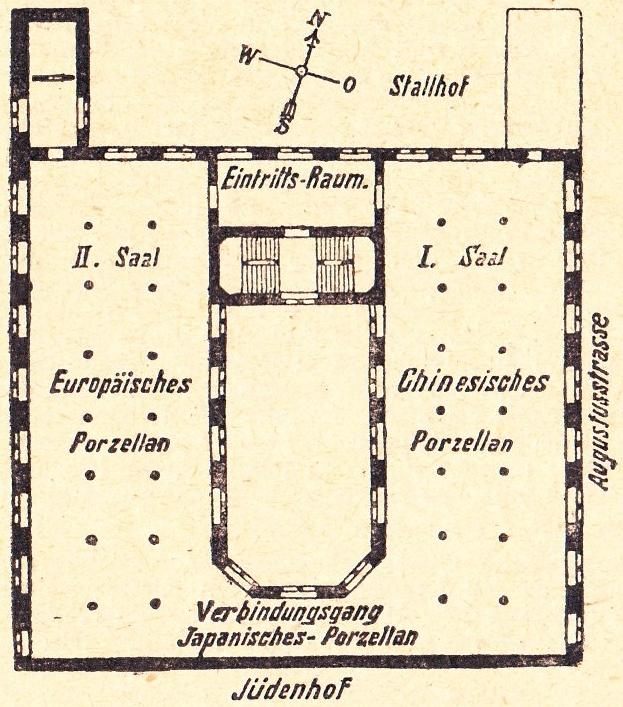
Porzellansammlung im Johanneum 1924

Die Sammlung wurde 1715 vom sächsischen Kurfürsten August dem Starken gegründet. Sie befand sich ursprünglich im Holländischen Palais am Neustädter Elbufer. Nach einem Umzug 1876 in das Johanneum fanden die im Zweiten Weltkrieg großteils ausgelagerten Sammlungen 1962 im Südteil des Zwingers ihr dauerhaftes Domizil.
Direktoren der Porzellansammlung
- 1861–…  Johann Georg Theodor Graesse
- 1882–1885 Gustav Büttner[1]
- 1912–1933 Ernst Zimmermann
- 1933–1945 Fritz Fichtner
- 1945–1951 Wolfgang Baltzer
- 1955–1964 Hilde Rakebrand
- 1964–1985 Ingelore Menzhausen
- 1985–1993 Klaus-Peter Arnold
- 1994–2015 Ulrich Pietsch
- seit 2016 Julia Weber

## Ausstellung

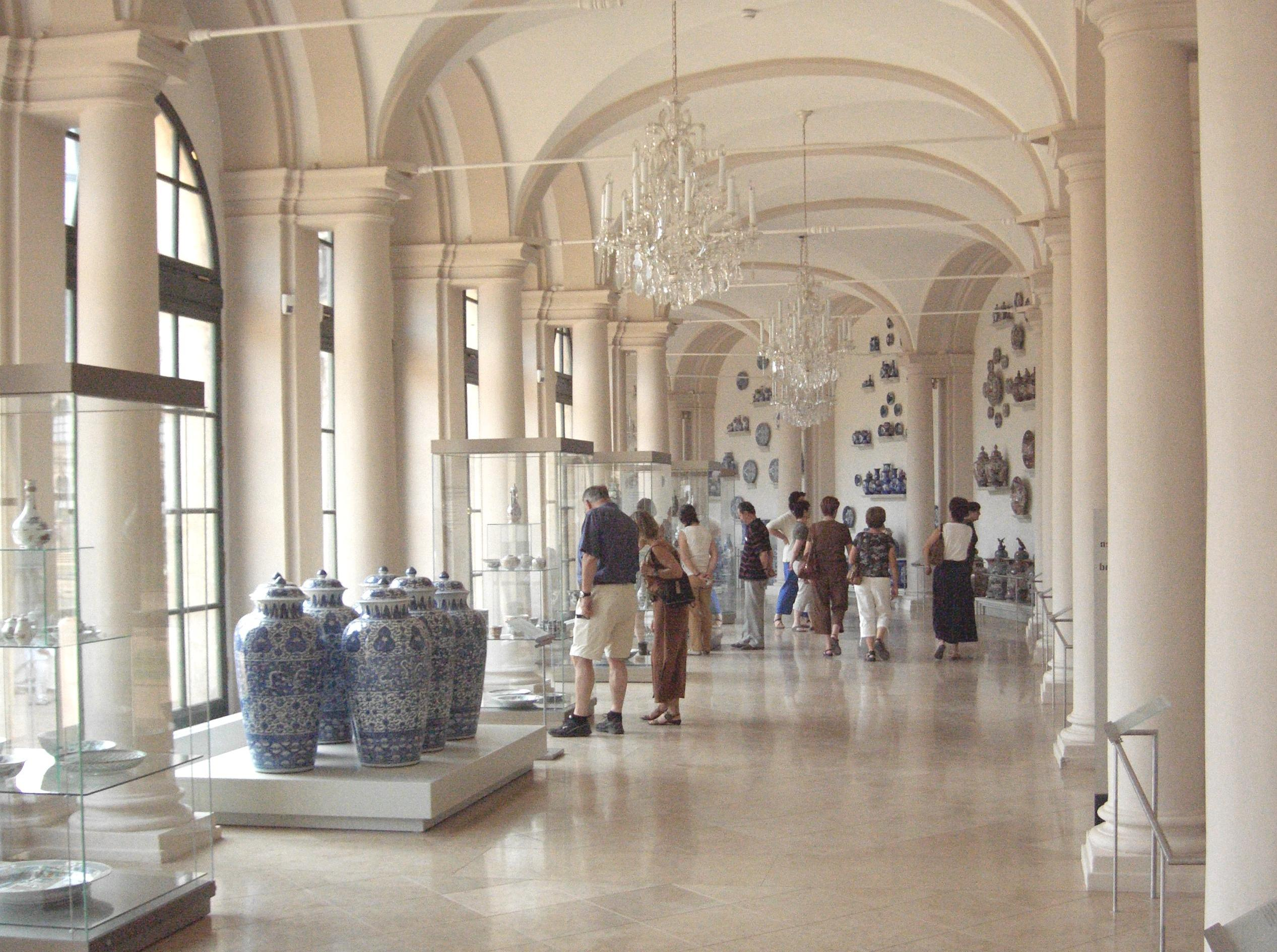
Saalflucht vor der farblichen Neugestaltung 2006

Im 21. Jahrhundert umfasst die Sammlung ungefähr 20.000 Kunstwerke der Porzellankunst.
Ein Schwerpunkt ist traditionelles Porzellan aus China und Japan aus den Beständen Augusts des Starken. Zu sehen sind insbesondere Blau-Weiß-Porzellan der Ming- und Qing-Dynastie, darunter die berühmten, dem Kurfürsten vom preußischen König im Tausch gegen Soldaten überlassenen Dragonervasen, weiter farbenfrohe Stücke der famille-verte und der famille-rose, weiße Dehua-Ware, japanisches Arita-Porzellan sowie speziell für den Export gefertigte Keramik.
Den zweiten Schwerpunkt bilden die Erzeugnisse der sächsischen Porzellankunst, insbesondere der Manufaktur Meißen. Das Dekor des Gebrauchsgeschirrs greift teilweise chinesische Muster auf, andererseits finden sich aber auch vielfach europäische Motive wie etwa mythologische Szenen oder Rokoko-Idylle. Ebenfalls stark vertreten sind Skulpturen aus rein-weißem oder farbig bemaltem Porzellan. Erwähnt seien die Miniaturen von Komödianten, Musikern sowie den Hofnarren Schmiedel und Fröhlich, aber auch der berühmte Tafelaufsatz für Kurfürst Friedrich August III. von 1775 oder das Reiterstandbild König Augusts III.
In der Abteilung Meißner Porzellan ist auch das Ausgangsmaterial für die Gegenstände zu sehen. Eine besondere Bedeutung kam dabei der Kaolin-Erde aus der St. Andreas Zeche in Aue zu. Diese Tatsache führte dazu, dass die von Veit Hans Schnorr von Carolsfeld an die Meißner Manufaktur gelieferte Schnorrsche Erde im Frühjahr 2020 in der Ausstellung besonders hervorgehoben wurde: Neben einem Stück Alabaster steht nun in einer Pultvitrine eine Schale mit dem weißen Pulver. Besucher können dazu einen objektbezogenen Animationsfilm anschauen.
Wegen der beschränkten Platzverhältnisse werden nur ca. 2000 Ausstellungsstücke präsentiert. Am 10. Oktober 2006 wurde die Ostasien-Ausstellung um eine zusätzliche Galerie erweitert; die Ausstellungsfläche hat sich damit um ein Viertel vergrößert. Die Präsentation schuf der New Yorker Architekt Peter Marino innerhalb weniger Monate in einer Mischung aus Klassik und Moderne. Im modernen Teil der Ostasien-Galerie ist japanisches Blau-Weiß-Porzellan vor anthrazit und zinnoberrot lackierten Paneelen auf historischen Tischen platziert.
2021 wurde in den Beständen der Sammlung, in Rahmen eines Forschungsprojektes, eine chinesische Ru Keramik Schale entdeckt, die zuvor fälschlicherweise für eine jüngere koreanische Schale gehalten wurde. Es sind weltweit weniger als hundert Ru-Keramiken erhalten, so dass der Fund als Sensation betitelt wurde.